# Larrelt

Lage der VW-Siedlung im Emder Stadtgebiet

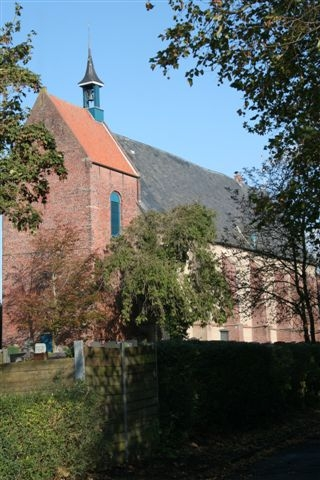
Ev.-ref. Kirche Larrelt

Larrelt ist ein Stadtteil von Emden. Die erste urkundliche Erwähnung als Hlarfliata stammt aus dem Jahre 930. Der Name geht auf das urgermanische hler- (= Weide) in der Kombination mit -fliat (= Fließgewässer) zurück, bedeutet also Weide am Fließgewässer. Die selbstständige Landgemeinde Larrelt wurde 1945 aus dem Landkreis Norden nach Emden eingemeindet.
Administrativ ist Larrelt durch die Stadt Emden in zwei Stadtteile unterteilt:
- Larrelt mit 1.474 Einwohnern
- Larrelt/VW-Siedlung mit 2.559 Einwohnern

Die Einwohnerzahlen beziehen sich auf den Stichtag 30. Juni 2015.

## Geschichte

### Mittelalter und frühe Neuzeit
Eine Burg hat in Larrelt spätestens in der ersten Hälfte des 14. Jahrhunderts existiert, denn 1358 bewohnten die Söhne des Hero Abdena hier gemeinsam ein „castellum“ (lat. „Burg“). Im ausgehenden 14. Jahrhundert war Enno Haytatisna Häuptling in Larrelt. In den Auseinandersetzungen zwischen Ocko I. tom Brok und seinen Gegnern im Raume Emden, Folkmar Allena in Osterhusen und den Abdenas in Emden stand Haytatisna auf Seiten der letzteren. Er nahm an der Schlacht bei Loppersum im Jahre 1380 oder 1381 teil, aus der Ocko tom Brok siegreich hervorging. Haytatisna war nicht nur Häuptling über Larrelt, sondern auch in Twixlum, Wybelsum sowie in den nahe gelegenen kleinen Orten Folkertswehr und Geerdswehr, also im Raume unmittelbar westlich von Emden. Da er zu jenen ostfriesischen Häuptlingen gehörte, die den Vitalienbrüdern Unterschlupf gewährten, kam er in Konflikte mit der Hanse. Hamburger Kräfte nahmen ihm 1400 seine Burg ab und übergaben diese an Hisko von Emden, doch Haytatisna gelangte kurz darauf wieder in deren Besitz. Er starb 1407. Seine Witwe Sibbe, Tochter des Osterhuser Häuptlings Folkmar Allena, übernahm den Besitz und übergab ihn nach Einheiratung in ein Norder Häuptlingsgeschlecht an ihren Bruder Haro, der neuer Häuptling von Larrelt wurde. Er ließ 1425 eine neue Burg errichten. Haro war in den Auseinandersetzungen zwischen Ocko II. tom Brok und Focko Ukena ein Parteigänger des letzteren.

### Unter den Cirksenas und den Preußen
Um 1577 wurde eine Kanalverbindung zwischen Larrelt und Emden geschaffen, das Larrelter Tief. Es führte von Larrelt zum Emder Stadtgraben und stellte eine Wasserverbindung zwischen dem Vorort und der Stadt her. Durch das Tief konnte die Stadt zudem Wasser aus dem Krummhörner Kanalnetz abzweigen, damit die eigenen Siele genügend Spülwirkung entwickelten, um den Hafen vom regelmäßig anfallenden Schlick zu befreien.
Das Larrelter Siel hatte über Jahrhunderte eine wichtige Funktion für die Entwässerung der Krummhörn. Von Pewsum, Groothusen, Hamswehrum und Campen flossen die nach den Orten benannten Tief auf Twixlum, desgleich die Tiefs aus Rysum und Loquard aus westlicher Richtung. Bei Twixlum vereinigten sie sich zum Twixlumer Tief, das in Richtung Larrelt floss und dort den Namen Larrelter Tief trug. In Larrelt wurde das Wasser über das Siel in die Ems befördert. Im Jahre 1765 wurde ein vergrößerter Neubau angelegt, der einen Durchlass von 5,65 Metern aufwies.
Wie die gesamte ostfriesische Küste war auch der Larrelter Deichabschnitt von der Weihnachtsflut 1717 schwer getroffen worden. Die Deiche mussten schnellstmöglich repariert werden. Dabei kam es 1719 bereits zu einem Laway (Deicharbeiterstreik). Hintergrund waren die schlechten Arbeitsbedingungen, denen sich die Deicharbeiter gegenübersahen. Der Oberdeichgraf Anton Günter von Münnich notierte dazu:

„Dann, als der Arbeits-Mann gewahr wurde, daß er (1) 15-18 schlechte Thaler auf der Last verdienen mußte, (2) daß die Basen (Deichbauunternehmer) der Schacherey und Intrigues dabey machten und das meiste (vom Lohn) für sich behielten, (3) daß er bey trocken Brod allein nicht wol arbeiten konnte und endlich solcher Kredit auch zu Ende lieff, da lag die meiste oder fast alle Arbeit wieder stille.“

Da die nach der Weihnachtsflut nur notdürftig reparierten Deiche in den Folgejahren wiederum Opfer von Sturmfluten wurden, zogen sich die Arbeiten über mehrere Jahre hin. Zu einem der beiden größten Deicharbeiterstreiks in Ostfriesland kam es 1722, als der nach Wassereinbruch hinter dem Seedeich entstandene Kolk geschlossen werden musste. Um den Kolk schließen zu können, hatte sich die ostfriesischen Landstände 20.000 Gulden in den Niederlanden geliehen. Von diesem Geldzufluss sahen die Deicharbeiter jedoch keinen Lohn, der ihnen noch aus dem Vorjahr zustand, woraufhin sie nach Emden zogen, um sich beim fürstlichen Amtmann Gehör zu verschaffen. Dieser vertröstete die Deicharbeiter aber lediglich. Die Arbeiter zogen daraufhin mit Knüppeln bewaffnet zum Gutshaus des ständischen Administrators, der jedoch nicht anzutreffen war, woraufhin die Deicher wieder abzogen. Ein Trupp Soldaten erschien, sah sich jedoch nicht mehr genötigt einzugreifen und hatte insgeheim ohnehin beschlossen, bei einem Schießbefehl den Deichern über die Köpfe hinweg zu schießen: Die Soldaten hatten selbst 14 Wochen keinen Lohn erhalten. Die Deicharbeiter richteten daraufhin eine Petition an das ostfriesische Grafenhaus, die letztlich von Erfolg gekrönt war. Nachdem der Fürst die Landstände auf die Gefahr von Unruhen hinwies, wurden von den 20.000 Gulden der Anleihe 2000 Gulden für die Begleichung der Ausstände aufgewandt.

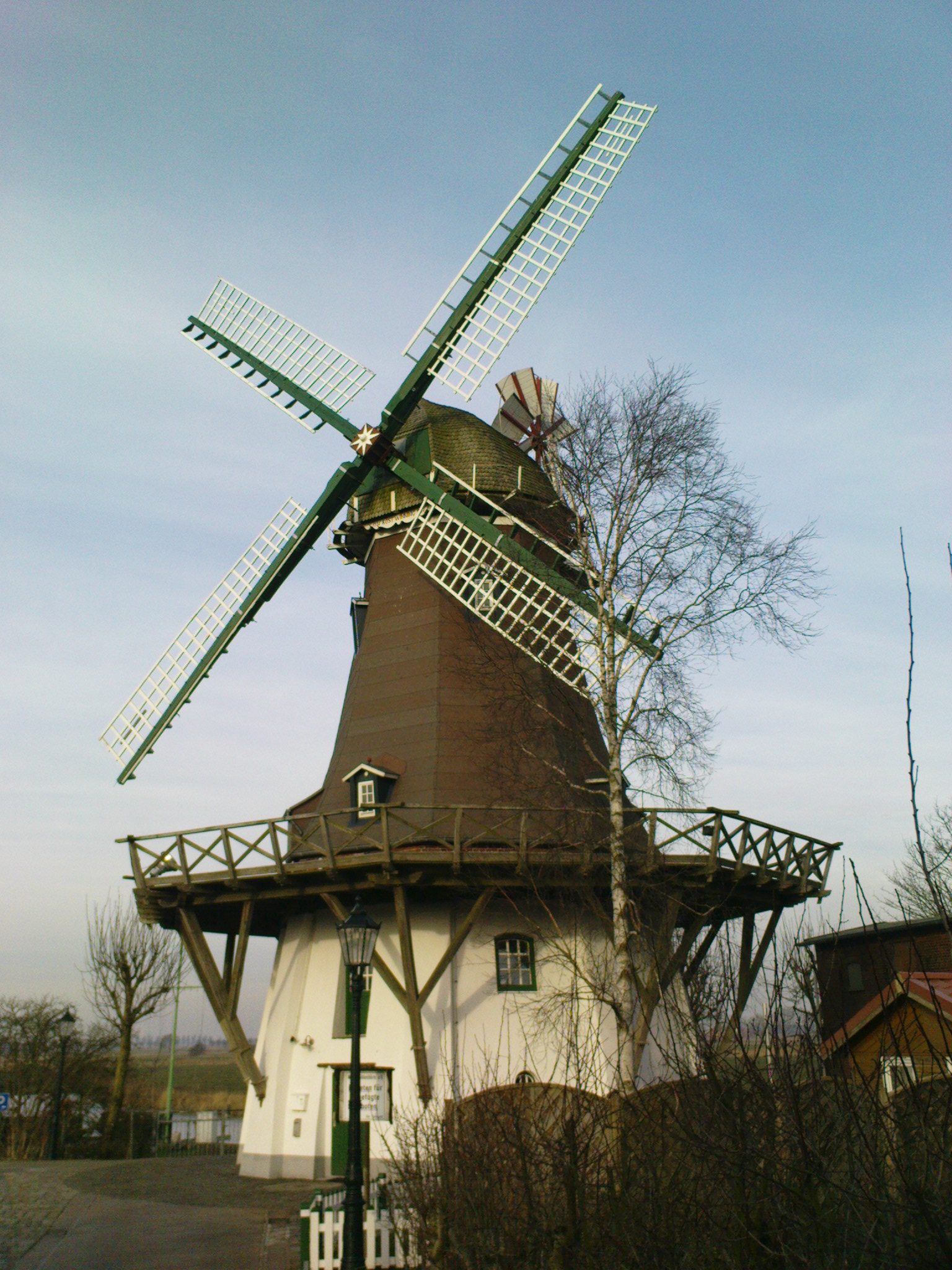
1732 wurde die Windmühle „Kost Winning“ (Broterwerb) errichtet.

Im Jahre 1732 wurde die (heute noch bestehende) Windmühle Kost Winning errichtet. 1744 fiel Larrelt wie ganz Ostfriesland an Preußen. Die preußischen Beamten erstellten 1756 eine statistische Gewerbeübersicht für Ostfriesland, die Larrelt als zweitgrößten Handelsort auf dem rechtsemsischen Gebiet des Amtes Emden und als drittgrößten im Amt insgesamt zeigen. Größere Handelsorte (die Stadt Emden selbst gehörte nicht zum Amt Emden) waren nur Ditzum im rheiderländischen Teil des Amtes sowie Hinte. 1756 gab es in Larrelt 22 Kaufleute und Handwerker. Darunter waren fünf Maurer, je drei Bäcker, Schmiede und Zimmerleute, zwei Schneider und je ein Schuster und Barbier. Von den vier genannten Kaufleuten waren zwei Kräutner, die anderen beiden handelten mit Tee, Kaffee, Kandis, Salz, Seife, Tran und Öl, einer der beiden zusätzlich mit Kattun.
In seiner „Erdbeschreibung des Fürstenthums Ostfriesland und des Harlingerlandes“ (1824) beschreibt Fridrich Arends das Dorf als das größte im Alten Amt Emden, in jenem Jahr wohnten in Larrelt 581 Einwohner. Im Ort selbst und rund um Larrelt gab es in der Marsch mehrere „Plätze“ (ostfr. Plattdt.: Plaats), wie die größeren unter den Gulfhöfen genannt werden. Die Landwirtschaft war die Grundlage des Wirtschaftslebens. Im Ort gab es darüber hinaus Obstanbau, besonders Pflaumen. In der Larrelter Gemarkung fanden sich vier Ziegeleien, die den notwendigen Ton für das Brennen der Klinker aus dem Marschboden entnahmen. Unter den rechtsemsischen Orten war Larrelt neben Hinte und Oldersum eines der Zentren des Ziegleiwesens. Im kleinen Larrelter Hafen landeten nur Schiffe an, die Schill und Seesand aus dem Watt brachten, Handelsverkehr fand im Schatten Emdens nicht statt.

Landgewinnung am Dollart und im Emder Stadtgebiet: In den Jahren 1874 sowie 1912–24 wurde die Stadtfläche im Westen Emdens erheblich vergrößert

Die Eindeichung des Kaiser-Wilhelms-Polders im Jahre 1874 verbesserte nicht nur die Sicherung vor Sturmfluten, sondern erbrachte auch neues Ackerland zwischen Emden und Larrelt. Der der Ems abgerungene Boden ermöglichte zudem die spätere Stadterweiterung Emdens in den folgenden Jahrzehnten. Für Larrelt und die westlich davon gelegenen Orte bedeutete die Eindeichung außerdem, dass jetzt eine direkte Landstraßenverbindung nach Emden möglich wurde, die dann auch gebaut wurde.

### Weimarer Republik und Nationalsozialismus
In der Weimarer Republik wählten die Einwohner Larrelts mehrheitlich Parteien aus dem linken Spektrum. Dies lässt sich damit erklären, dass die Bevölkerung zumeist in den Betrieben im Emder Hafen tätig war, in denen es einen starken Rückhalt für die SPD und auch die KPD gab. Bei der Wahl zur Deutschen Nationalversammlung 1919 erhielt die SPD eine deutliche Mehrheit von 63,7 %. Weit dahinter lagen die linksliberale DDP mit 22,7 % und die rechtsliberale DVP mit 10,1 %. Einen Umschwung bedeutete die Reichstagswahl im Dezember 1924: Wie in vielen anderen Gemeinden Ostfrieslands auch gewannen Parteien aus dem rechten Lager deutlich Stimmen hinzu. Dennoch wurde die SPD mit 48,5 % wiederum Wahlsieger. Dahinter folgte mit 14,7 % die DDP und mit deutlichen Stimmengewinnen die DNVP mit 12,8 %. Vierter wurde die KPD, die 9,1 % der Wählerstimmen erhielt. Bei der Reichstagswahl 1928 obsiegte abermals die SPD mit 55,6 %. Obwohl sie Stimmen einbüßte, belegte die DNVP mit 9,1 % Platz zwei. Auf Rang drei in der Wählergunst lagen gleichauf die DVP und die KPD mit jeweils 7,3 % der Stimmen, während die DDP – darin einem gesamtostfriesischen Trend folgend, wenngleich auch nicht so stark wie in manchen Moor- und Geest-Gemeinden – nur Platz fünf belegte mit 6,2 %. Die Wahlen im Juli 1932 brachten noch eine knappe absolute Mehrheit für die SPD (50,6 %), die NSDAP steigerte ihren Stimmenanteil jedoch deutlich auf 27,6 %. Eine deutliche Steigerung verzeichnete ebenfalls die KPD, die 13,5 % erhielt. Bei der Reichstagswahl im März 1933, als die Nationalsozialisten bereits ihre politischen Gegner stark unter Druck setzten, entschieden sich immer noch 45,6 % der Larrelter Wähler für die SPD. Die Nazis legten nur unwesentlich auf 28,1 % zu, während die KPD ihr Stimmenergebnis nochmals auf 17,2 % erhöhte. Bei den letzten freien Wahlen vor der Zeit des Nationalsozialismus gewannen die die Weimarer Republik ablehnenden Parteien NSDAP und KPD zusammen also 45,3 % der Stimmen gegenüber 45,6 % der SPD, einer Partei der Weimarer Koalition. Die Arbeiterparteien SPD und KPD kamen zusammen auf 62,8 % der abgegebenen gültigen Stimmen.
Im Einwohnerverzeichnis von Larrelt waren 1926 insgesamt 1015 Personen aufgeführt. Eine Übersicht über die Beschäftigungsstruktur gibt für allein 95 von ihnen den Beruf Arbeiter an. Daneben gab es unter anderem sieben Zimmerleute, vier Bäcker, jeweils drei Fischer, Kaufleute, Schiffsbauer und Schuhmacher, jeweils zwei Gastwirte, Kohlenhändler, Lageristen, Maler, Maurer, Milchhändler und Schmiede. Daneben wurde weitere Berufe aufgeführt, die von jeweils einer Person ausgeübt wurden. Unter den Selbstständigen sind von ihnen ein Mühlenbesitzer, ein Fuhrmann, ein Milchfuhrmann und ein Strohhändler gelistet.
Während des Krieges war Emden 80 Mal das Ziel alliierter Bomber während des Luftkriegs. Die mit der Flugabwehr betrauten Wehrmachtssoldaten versuchten, durch Vernebelung die Zielauffassung der feindlichen Flugzeuge zu verhindern. Dadurch kam es teilweise zu unkontrollierten Abwürfen, so dass auch die Vororte von einzelnen Bomben getroffen wurden. Schäden waren auch in Larrelt zu verzeichnen.

### Nachkriegszeit
Larrelt wurde zum 1. Oktober 1945 nach Emden eingemeindet. Diesem Prozess vorausgegangen waren jedoch langwierige Verhandlungen zwischen dem Emder Oberbürgermeister Georg Frickenstein und dem ehrenamtlichen Bürgermeister der Gemeinde Larrelt, Berend Zaayenga. Frickenstein hatte sich daher bereits Anfang Juni 1945 vorgenommen, mit den Bürgermeistern von Larrelt, Uphusen und Harsweg Kontakt aufzunehmen und sie von der Notwendigkeit der Eingemeindung zu überzeugen. Die im Zweiten Weltkrieg stark zerstörte Stadt hatte kaum genug Platz, um des ganzen Trümmerschutts Herr zu werden. Zudem verliefen die Stadtgrenzen (die 1928 eingemeindeten Orte Wolthusen und Borssum bereits berücksichtigt) immer noch eng an der Bebauung. Die Emder Gemüsebauern konnten nicht länger im Stadtgebiet verbleiben, wo jeder Quadratmeter Platz für den Wiederaufbau benötigt wurde. Der Hafen konnte nicht erweitert werden, ohne dabei auf Larrelter Gemeindegebiet zurückzugreifen. Zudem verwies Frickenstein in einem Antrag an den Regierungspräsidenten auf Eingemeindung vom 9. August 1945 darauf, dass die Vororte sowohl die Schulen als auch das (zu jenem Zeitpunkt aber noch nicht wiederaufgebaute) Emder Krankenhaus nutzen würden. Die Gemeinde Larrelt lehnte jedoch zunächst die Eingemeindung ebenso ab wie Harsweg und Uphusen, gab ihren Widerstand jedoch auf, nachdem die Stadt vertraglich umfangreiche Zugeständnisse über die künftige Entwicklung Larrelts gemacht hatte. Der Beitrittsvertrag wurde am 22. September unterzeichnet und trat am 1. Oktober 1945 in Kraft.
Die Industrieansiedlungen im Larrelter Polder begannen 1959 mit den Erdölwerken Frisia, denen jedoch nur eine etwas mehr als elfjährige Geschichte beschieden war. 1964 entstand der bis heute größte Industriebetrieb Ostfrieslands, das Volkswagenwerk Emden. In den Jahren 1987 und 1988 wurde eine Dorferneuerung geplant, deren Maßnahmen bis 1996 abgeschlossen waren.

## Kultur und Bildung

### Sehenswürdigkeiten

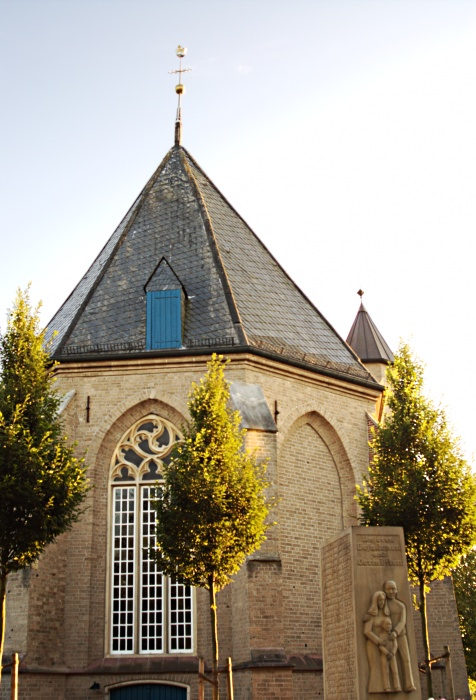
Die evangelisch-reformierte Kirche (Ostansicht)

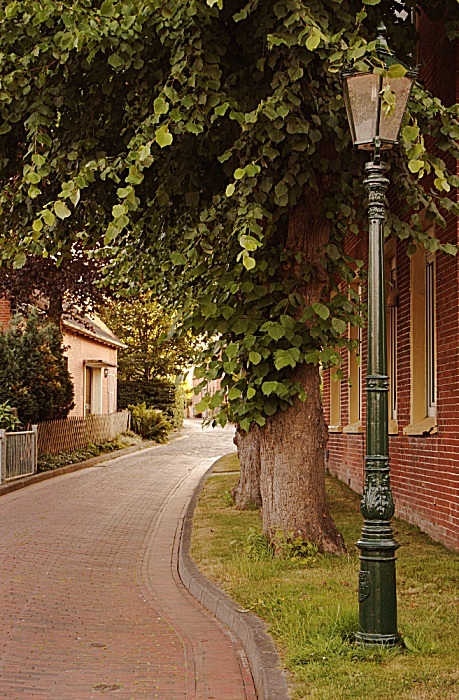
Die Tiefstraße in Larrelt

Sehenswert ist die evangelisch-reformierte Kirche aus dem 15. Jahrhundert. Das dort angebrachte, zirka 800 Jahre alte Tympanon (Türbogenfeld) der ersten Larrelter Kirche aus dem 12. Jahrhundert ist wahrscheinlich das älteste Bild-Schrift-Selbstzeugnis eines mittelalterlichen Bauherrn in Deutschland. Die Larrelter Orgel mit den ältesten Pfeifen aus dem Jahr 1619 bietet den Renaissance-Klang altniederländischer Prägung. In Larrelt befindet sich zudem die Mühle Kost Winning.

### Bildung
In Larrelt gibt es eine Grundschule für Schüler aus dem Ortskern sowie aus dem Nachbarstadtteil Twixlum. Für ihren Unterricht, der in den Fächern Musik und Religion in einigen Klassen auf Plattdeutsch gegeben wird, erhielt die Schule 2013 von der Ostfriesischen Landschaft die Auszeichnung „Platt is cool“. Die Kulturinstitution würdigt damit die Bemühungen um den Erhalt des Plattdeutschen, indem die Schüler sich bereits früh mit der Sprache auseinandersetzen und sie regelmäßig anwenden. Die Auszeichnung gilt für fünf Jahre und wird verlängert, wenn die Schule sich auch dann noch der Pflege des Plattdeutschen verschreibt. Grundschüler aus dem Neubaugebiet Larrelt-Ost werden im benachbarten Constantia unterrichtet.

## Wirtschaft und Verkehr

### Unternehmen
Seit 1965 ist der Stadtteil Standort des Volkswagenwerkes Emden und mehrerer Zulieferfirmen des Autoherstellers. Auf dem Gelände der 1959 erbauten und in den 1990ern stillgelegten Erdölraffinerie Frisia wurde ein Zuliefererpark für das VW-Werk errichtet, der Industriepark Frisia. In einem nahe gelegenen Industriegebiet befinden sich weitere Unternehmen des produzierenden Gewerbes. Darüber hinaus liegt ein großes Einkaufszentrum in diesem Stadtteil. Die Betriebe liegen im Larrelter Polder, also dem Meer abgerungenem und eingedeichtem Land südlich des historischen Ortskerns.

### Öffentliche Einrichtungen
Im Stadtteil befindet sich das größte der drei Klärwerke Emdens. Es entstand ab 1979.

### Verkehr
In Larrelt befindet sich die Anschlussstelle Emden-West der A 31. Diese hat die Auffahrt-Nummer 1, hier beginnt also die Autobahn in Richtung Ruhrgebiet. Der Anschluss in Richtung Hafen und VW-Werk ist durch eine vierspurige Schnellstraße sichergestellt. Das Larrelter Tief durchfließt den Stadtteil. Dieses Gewässer verbindet die Emder Innenstadt mit dem Knockster Tief, das die Entwässerung der tief liegenden Gebiete in die Emsmündung sicherstellt.

## Sport
In dem Stadtteil ist der Sportverein Sportfreunde Larrelt beheimatet. Die Erste Fußball-Herrenmannschaft spielt ab der Saison 2013/2014 in der zu dieser Saison neugegründeten, ostfrieslandweiten Kreisliga (Ostfrieslandliga), der drittniedrigsten (oder achthöchsten) Spielklasse im Ligensystem in Niedersachsen.